# Britta Steffenhagen

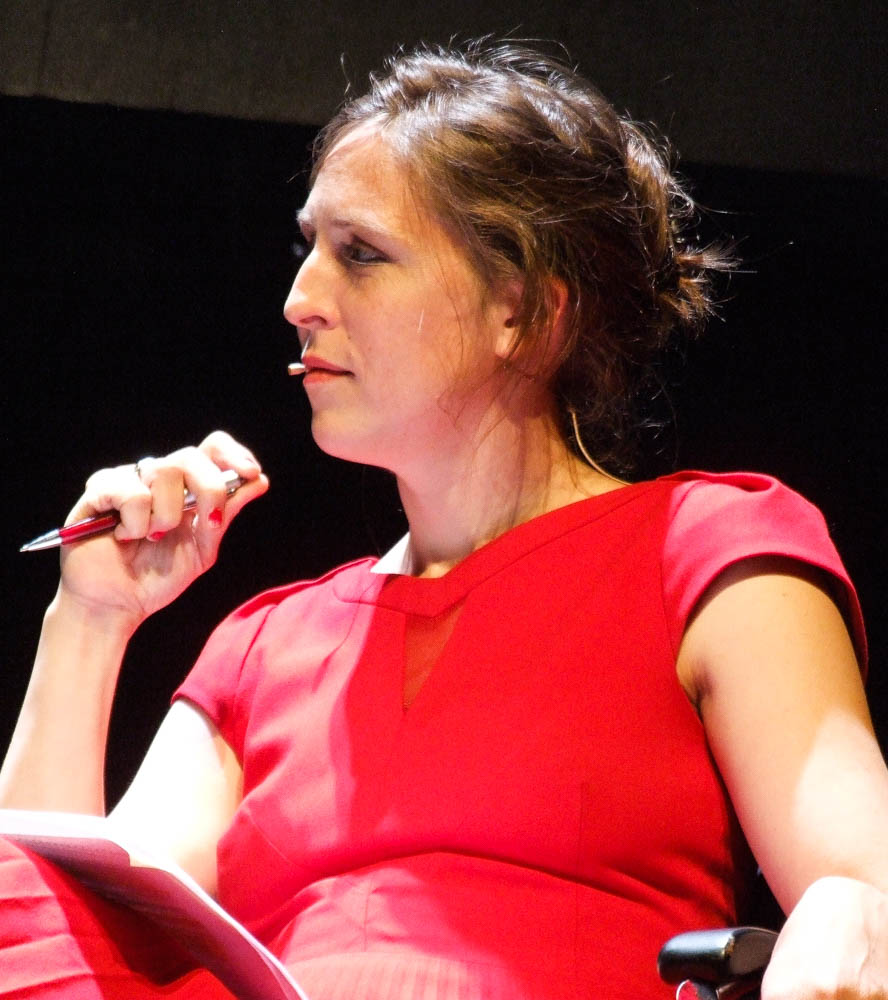
Britta Steffenhagen bei einer Podiumsdiskussion (2015)

Britta Steffenhagen (* 1976 in Berlin-Kreuzberg) ist eine deutsche Radiojournalistin, Schauspielerin, Synchronsprecherin sowie Hörspiel- und Hörbuchsprecherin.

## Leben
Steffenhagen wuchs in den Berliner Stadtteilen Schöneberg und Friedenau auf. Sie studierte Politikwissenschaften an der FU Berlin und von 1999 bis 2000 als Stipendiatin des DAAD am Trinity College in Dublin. 2001 schloss sie ihr Studium als Diplom-Politologin ab.
Im Hörfunk ist Steffenhagen unter anderem als Redakteurin und Moderatorin für Radio Eins und den Kinderhörfunksender Radijojo tätig. Ihre Stimme ist in zahlreichen Hörbüchern und Rundfunkproduktionen zu hören. Größere Bekanntheit erlangte sie durch Synchronrollen in Filmen und Fernsehserien seit 2004, darunter Torchwood, Life und Stargate Universe. Als Schauspielerin war Steffenhagen bislang vor allem im Theater (u. a. Junges Theater Bremen, Heimathafen Neukölln) tätig, hat jedoch auch in einigen Fernsehproduktionen mitgewirkt.
Steffenhagen lebt in Berlin.

## Auszeichnungen
- 2010: econsense-Journalistenpreis  gemeinsam mit Dorothee Hackenberg, Julia Vismann und Alina Faltermayr für den Radiotag „Die schöne neue Welt“ (gesendet am 22. April 2010)[5]
- 2023: Umweltmedienpreis in der Kategorie Audio gemeinsam mit Julia Vismann und Alina Faltermayr[6]

## Synchronrollen (Auswahl)
Eve Myles
- 2009: als Mary Collins / Lady Helen in Merlin – Die neuen Abenteuer
- 2009–2012: als Gwen Cooper in Torchwood

Alaina Huffman
- 2009–2011: als Lt. Tamara Johansen in Stargate Universe
- 2013–2014: als Abaddon in Supernatural

Kristen Wiig
- 2010: als Raffnuss in Drachenzähmen leicht gemacht
- 2014: als Raffnuss in Drachenzähmen leicht gemacht 2
- 2019: als Raffnuss in Drachenzähmen leicht gemacht 3: Die geheime Welt

Kerry Condon
- 2015: als F.R.I.D.A.Y. in Avengers: Age of Ultron
- 2016: als F.R.I.D.A.Y. in The First Avenger: Civil War
- 2018: als F.R.I.D.A.Y. in Avengers: Infinity War
- 2019: als F.R.I.D.A.Y. in Avengers: Endgame

Tika Sumpter
- 2020: als Maddie Wachowski in Sonic the Hedgehog
- 2022: als Maddie Wachowski in Sonic the Hedgehog 2
- 2024: als Maddie Wachowski in Knuckles
- 2024: als Maddie Wachowski in Sonic the Hedgehog 3

### Filme
- 2007: Loren Horsley als Lily in Eagle vs Shark – Liebe auf Neuseeländisch
- 2008: Rachel Weisz als Penelope Stamp in Brothers Bloom
- 2011: Rosie Huntington-Whiteley als Carly Miller in Transformers 3
- 2012: Jenny Slate als Teds Mutter in Der Lorax
- 2012: Jamie Marchi als Dr. Liara T’Soni in Mass Effect: Paragon Lost
- 2013: Paula Patton als Deb in 2 Guns
- 2016: Jenny Slate als zweite Bürgermeisterin Dawn Bellwether in Zoomania
- 2017: Jamie Clayton als Edda in Schneemann
- 2022: Artemis Pebdani als Jan Schlange in Der gestiefelte Kater: Der letzte Wunsch
- 2022: Kate Mulvany als Marion Keisker in Elvis
- 2022: Alicia Vela-Bailey als Zdinarsk in Avatar: The Way of Water
- 2023: Ellie White als Gwennie in Wonka
- 2025: Natasha Lyonne als Rachel Rozman in The Fantastic Four: First Steps

### Serien
- 2009–2010: Gabrielle Union als Jane Seever in Life
- 2009–2012: Kelly Adams als Emma Kennedy in Hustle – Unehrlich währt am längsten
- 2010–2023: Aisha Tyler als Lana Kane in Archer
- 2013–2015: Kaitlyn Black als Annabeth Nass in Hart of Dixie
- 2015–2019: Janne Heltberg als Anita Rygg in Occupied – Die Besatzung
- seit 2019: Jessica Szohr als Talla Keyali in The Orville
- 2020: Iris Bahr als Beverly Berkshire in Navy CIS
- 2023: Natasha Lyonne als Charlie Cale in Poker Face
- 2024–2025: Kerry Condon als Fara in Star Wars: Skeleton Crew

## Moderation
- seit 2011: radioeins Radio Show, Radio Eins – zusammen mit Magnus von Keil
- 2017 bis 2019: Abendshow: Live aus Berlin, rbb Fernsehen – zusammen mit Marco Seiffert
- 2023: Verleihung des Europäischen Filmpreises in der Regie von Robert Lehniger

## Hörbücher (Auswahl)
- Chris Cleave: Little Bee. Der Audio Verlag (DAV), Berlin 2011, ISBN 978-3-86231-068-5. (Lesung, 5 CDs, 375 Min.)
- Emma Sternberg: Liebe und Marillenknödel. Random House Audio, 2012, ISBN 978-3-8371-1851-3. (Lesung, 4 CDs, 269 Min.)
- Sophie McKenzie: Seit du tot bist. Random House Audio, 2013, ISBN 978-3-8371-2219-0. (Lesung, 6 CDs, ca. 439 Min.)
- Mhairi McFarlane: Wir in drei Worten. Argon Verlag, 2013, ISBN 978-3-426-51453-5.
- Paula Hawkins: Girl on the Train – Du kennst sie nicht, aber sie kennt dich. Random House Audio, Juni 2015, ISBN 978-3-8371-3142-0.
- Victoria Aveyard: Die Farbe des Blutes, Band 1: Die rote Königin, Silberfisch, 2015, ISBN 978-3-86742-195-9.
- Nina Blazon: Liebten wir, Hörbuch Hamburg, 2015, ISBN 978-3-86909-185-3.
- Celeste Ng: Was ich euch nicht erzählte, Der Audio Verlag, 2016, ISBN 978-3-86231-660-1.
- Marie-Renée Lavoie: TAGEBUCH EINER FURCHTBAR LANGWEILIGEN EHEFRAU, Lübbe Audio 2020, ISBN 978-3-8387-9560-7 (Hörbuch-Download)
- Kiley Reid: Such a Fun Age, Hörbuch Hamburg, 2021, ISBN 978-3-8449-2701-6.
- Julie Clark: Der Tausch, Random House Audio, 2021, Audible.
- Kathy Reichs: Der Code der Knochen, Random House Audio, 2022, ISBN 978-3-8371-5770-3 (Hörbuch Download, Die Tempe-Brennan-Romane 20)
- Celeste Ng: Unsre verschwundenen Herzen. Der Audio Verlag (DAV), Berlin 2022, ISBN 978-3-7424-2453-2. (Lesung, 1 MP3 CD, 10 Stunden und 33 Minuten)
- Mhairi McFarlane: Ich glaub, ich will, Argon Verlag, 2023, ISBN 978-3-7324-5986-5 (Hörbuch Download, 2 Stunden und 28 Minuten)
- Liz Webb: Das Waldhaus, der Hörverlag, 2024, ISBN 978-3-8445-5086-3 (Hörbuch Download, 12 Stunden und 33 Minuten)
- Jess Ryder: Die Villa, Der Audio Verlag, 2025, ISBN 978-3-7424-3422-7

## Hörspiele und Feature
- 2005: Judith Lorentz: Betreff. (Autorenproduktion). EIG
- 2006: Beate Becker, Anke Hahn: Wo ist eigentlich Olli? Eine Wohngemeinschaft in Berlin – Regie: Die Autorinnen (Feature – DLR)[7]
- 2006: Homo Lemnus von S. Santorius – Regie: Judith Lorentz Produktion: SWR
- 2007: Stella Luncke/Josef Maria Schäfers: American Overflow – Regie: Stella Luncke/Josef Maria Schäfers (Hörspiel – SWR)
- 2007: Friedrich Ani: Wer lebt, stirbt – Regie: Robert Schoen (Kriminalhörspiel – SWR)
- 2008: Heiner Grenzland: Tsunami über Deutschland – Musik und Regie: Heiner Grenzland (Original-Hörspiel, Science-Fiction-Hörspiel – rbb)
- 2010: Dunja Arnaszus: Futsch – Regie: Judith Lorentz (Kinderhörspiel – DKultur)[8]
- 2011: Judith Lorentz: Wege sein. (Autorenproduktion). SWR
- 2012: Mario Salazar: Alles Gold was glänzt, – Regie: Robert Schoen (DKultur)
- 2014: Wibke Bergemann: Innen und Dazwischen – Regie: Friederike Wigger (DKultur)
- 2014: Irmgard Maenner: Lichtbogen – Regie: Judith Lorentz (DKultur)
- 2014: Sabine Kurpiers/Sybille Luithlen: Somme – Regie Sabine Kurpiers (Hörstück – SWR)
- 2014: Jochen Meißner: Das Auge liest mit – Regie. Jochen Meißner (Feature – SWR)
- 2014: René Freund: Liebe unter Fischen – Regie: Beatrix Ackers (Hörspiel – NDR)
- 2014: Wibke Bergemann: Innen und Dazwischen (Ich lasse Hellseherinnen in mich hineinblicken) – Regie: Friederike Wigger (Feature – DKultur)
- 2015: Wilhelm Genazino: Ein Regenschirm für diesen Tag (Hörspiel (3D-Kunstkopf) – RBB)
- 2015: Jochen Meißner: Wer Ohren hat zu lesen … Über stumme und sprechende Buchstaben. Eine Alphabetisierungskampagne – Regie: Jochen Meißner (Feature – SWR)
- 2015: Joachim Ringelnatz: …liner Roma (Gussi) – Bearbeitung und Regie: Thomas Gerwin (Hörspiel – RBB)
- 2015: Jenny Reinhardt: Der Elch ist schuld – Regie: Christine Nagel (Kinderhörspiel – DKultur)
- 2020: Bibi Blocksberg: Hexen unter Verdacht (Folge 134) (Hörspiel – Kiddinx)
- 2023: Die Drei ???: Die drei ??? und die Gesetzlosen (Hörspielserie, Folge 222)